# مؤمن أحمد سعيد
مؤمن أحمد سعيد إبراهيم محمد المعروف باسم مؤمن عمر (مواليد 12 يوليو 1999 - الإسكندرية، مصر) هو لاعب كاراتيه مصري، وأحد أعضاء فريق الكاراتيه في نادي سموحة ويمثل منتخب مصر القومي للكاراتيه من عام 2013. وهو حالياً طالب في كليه الصيدلة بالأكاديمية العربية.

## مسيرته الرياضية
بدأ مؤمن ممارسة الكاراتيه في عمر الرابعة  في نادي شركة النحاس وفاز خلال مسيرته مع النادي على المركز الأول في بطوله الاسكندريه تحت سن 9 سنوات كأول ميدالية في مسيرته الرياضية. أنتقل بعدها إلى نادي السيوف حيث حصل علي المركز الأول في بطوله الجمهورية لخمس سنين متتاليين وفي عام 2013 أنضم لنادي سموحة.
حصل مؤمن على الميدالية الفضية في بطولة العالم للكاراتية بإسبانيا عام 2017، والميدالية البرونزية في بطولة العالم للكاراتية بتشيلي عام 2019 كما شغل منصب قائد الفريق اثناء البطولة.
لمؤمن رحلتين للاحتراف كأول لاعب مصري يلعب خارج مصر عندما لعب لنادي شباب الأهلي الإماراتي من 2015 حتى 2017 حصل معه على كأس صاحب السمو رئيس الدولة والدوري الإماراتي، ولعب أيضا لنادي الهلال السعودي سنة 2019 وحصل معه في المركز الأول في البطولة العربية للأندية.
في عام 2020، منحه الرئيس المصري عبد الفتاح السيسي وسام الجمهورية في الرياضة لعام 2020.

## الجوائز
| السنة | المسابقة                         | الموقع                   | النتيجة | الفئة                            |
| ----- | -------------------------------- | ------------------------ | ------- | -------------------------------- |
| 2014  | بطولة دبي المفتوحة               | الإمارات العربية المتحدة | 1       | فريق الكوميتيه - تحت سن 15       |
| 2015  | بطولة دبي المفتوحة               | الإمارات العربية المتحدة | 2       | الكوميتيه ناشئين ميزان -63 كيلو  |
| 2015  | بطولة الجائزة الكبرى             | التشيك                   | 1       | الكوميتيه رجال ميزان -61 كيلو    |
| 2015  | بطولة الجائزة الكبرى             | التشيك                   | 3       | الكوميتيه شباب ميزان -61 كيلو    |
| 2015  | بطولة الجائزة الكبرى             | التشيك                   | 3       | الكوميتيه جماعي شباب             |
| 2015  | بطولة تركيا المفتوحة             | تركيا                    | 1       | الكوميتيه شباب ميزان -61 كيلو    |
| 2015  | بطولة البحر المتوسط              | مصر                      | 2       | الكوميتيه شباب ميزان -61 كيلو    |
| 2016  | بطولة دبي المفتوحة               | الإمارات العربية المتحدة | 2       | فريق الكوميتيه - شباب            |
| 2016  | بطولة دبي المفتوحة               | الإمارات العربية المتحدة | 2       | الكوميتيه شباب ميزان -61 كيلو    |
| 2017  | بطولة العالم                     | أسبانيا                  | 2       | الكوميتيه -21 سنة ميزان -67 كيلو |
| 2019  | البطولة الافريقية المنطقة الأولي | المغرب                   | 3       | الكوميتيه رجال ميزان -67 كيلو    |
| 2019  | البطوله العربيه                  | تونس                     | 2       | الكوميتيه رجال ميزان -67 كيلو    |
| 2019  | البطولة العربية للأندية          | مصر                      | 1       | فريق الكوميتيه - رجال            |
| 2019  | بطولة العالم                     | تشيلي                    | 3       | الكوميتيه -21 سنة ميزان -60 كيلو |